# Monastero di Vasco
Mombasiglio là một đô thị tại tỉnh Cuneo trong vùng Piedmont của Italia, vị trí cách khoảng 80 km về phía đông nam của Torino và khoảng 35 km về phía đông của Cuneo. Tại thời điểm ngày 31 tháng 12 năm 2004, đô thị này có dân số 636 người và diện tích 17,2 km².
Mombasiglio giáp các đô thị: Ceva, Lesegno, Monasterolo Casotto, San Michele Mondovì và Scagnello.